# Jagoda Śliwka
Jagoda Śliwka z domu Gruszczyńska (ur. 1 lutego 1995 we Wrześni) – reprezentantka Polski w siatkówce plażowej, reprezentująca obecnie klub UKS SMS Łódź. Wielokrotna medalistka mistrzostw Polski, Europy i świata w kategoriach kadetek i juniorek.
Jest również pracownikiem Wydziału Siatkówki Plażowej PZPS.

## Życie prywatne
Jej brat Jędrzej również jest siatkarzem. Jej mężem jest siatkarz i reprezentant Polski seniorów Aleksander Śliwka.

## Sukcesy
- Mistrzostwa Polski (Mysłowice, 2017)[3]
- Mistrzostwa Świata U-21 (Umag, 2013)[4]
- Mistrzostwa Europy U-18 (Brno, 2012)[5]
- Mistrzostwa Europy U-20 (Hartberg, 2012)[5]
- Mistrzostwa Polski kadetek (Radom, 2011)[6]
- Mistrzostwa Polski juniorek (Kędzierzyn-Koźle, 2012; Iława 2013; Krapkowice 2014[7])

(wszystkie w parze z Katarzyną Kociołek).